# Saratoga Springs (Utah)
Saratoga Springs – miasto w Stanach Zjednoczonych, w stanie Utah, w hrabstwie Utah.